# امیلیانو تورتولانو
امیلیانو تورتولانو (انگلیسی: Emiliano Tortolano؛ زادهٔ ۲۲ مهٔ ۱۹۹۰) بازیکن فوتبال اهل ایتالیا است.
از باشگاه‌هایی که در آن بازی کرده‌است می‌توان به باشگاه فوتبال لاتینا، باشگاه فوتبال سورنتو کالچو، باشگاه فوتبال یو. اس. پرگولیتزه، و باشگاه فوتبال کاتانیا اشاره کرد.